# Harold Gómez
Harold Gomez (Popayán, Cauca, Colombia, 21 de abril de 1992) es un futbolista colombiano que juega de lateral derecho y su actual equipo es el Orsomarso Sportivo Clube de la Categoría Primera B de Colombia.

## Trayectoria
| Club                   | País     | Año             |
| ---------------------- | -------- | --------------- |
| Deportivo Cali         | Colombia | 2010 - 2011     |
| Once Caldas            | Colombia | 2012 - 2013     |
| Uniautónoma            | Colombia | 2014            |
| Cúcuta Deportivo       | Colombia | 2015            |
| Deportivo Pasto        | Colombia | 2016            |
| Deportivo Pereira      | Colombia | 2016 - 2017     |
| Atlético Bucaramanga   | Colombia | 2018 - 2019     |
| Deportivo Cali         | Colombia | 2020 - 2021     |
| Deportes Tolima        | Colombia | 2021            |
| Independiente Santa Fe | Colombia | 2022 - presente |

## Estadísticas
| Club                            | Temporada           | Liga  | Liga  | Copa Nacional | Copa Nacional | Copa Internacional | Copa Internacional | Total | Total |
| Club                            | Temporada           | Part. | Goles | Part.         | Goles         | Part.              | Goles              | Part. | Goles |
| ------------------------------- | ------------------- | ----- | ----- | ------------- | ------------- | ------------------ | ------------------ | ----- | ----- |
| Deportivo Cali · Colombia       | 2010                | 6     | 0     | -             | -             | -                  | -                  | 6     | 0     |
| Deportivo Cali · Colombia       | 2011                | 6     | 0     | 5             | 0             | -                  | -                  | 11    | 0     |
| Deportivo Cali · Colombia       | Total               | 12    | 0     | 5             | 0             | 0                  | 0                  | 17    | 0     |
| Once Caldas · Colombia          | 2012                | 12    | 1     | 2             | 0             | -                  | -                  | 14    | 1     |
| Once Caldas · Colombia          | 2013                | 17    | 0     | 8             | 0             | -                  | -                  | 25    | 0     |
| Once Caldas · Colombia          | Total               | 29    | 1     | 10            | 0             | 0                  | 0                  | 39    | 0     |
| Uniautónoma · Colombia          | 2014                | 2     | 0     | 0             | 0             | -                  | -                  | 2     | 0     |
| Uniautónoma · Colombia          | Total               | 2     | 0     | 0             | 0             | 0                  | 0                  | 2     | 0     |
| Cúcuta Deportivo · Colombia     | 2015                | 12    | 1     | 0             | 0             | -                  | -                  | 12    | 1     |
| Cúcuta Deportivo · Colombia     | Total               | 12    | 1     | 0             | 0             | 0                  | 0                  | 12    | 1     |
| Deportivo Pasto · Colombia      | 2016                | 4     | 0     | 5             | 0             | -                  | -                  | 9     | 0     |
| Deportivo Pasto · Colombia      | Total               | 4     | 0     | 5             | 0             | 0                  | 0                  | 9     | 0     |
| Deportivo Pereira · Colombia    | 2016                | 11    | 3     | 0             | 0             | -                  | -                  | 11    | 3     |
| Deportivo Pereira · Colombia    | 2017                | 29    | 3     | 2             | 1             | -                  | -                  | 31    | 4     |
| Deportivo Pereira · Colombia    | Total               | 40    | 6     | 2             | 1             | 0                  | 0                  | 42    | 7     |
| Atlético Bucaramanga · Colombia | 2018                | 34    | 1     | 3             | 0             | -                  | -                  | 37    | 1     |
| Atlético Bucaramanga · Colombia | 2019                | 10    | 1     | 0             | 0             | -                  | -                  | 10    | 1     |
| Atlético Bucaramanga · Colombia | Total               | 44    | 2     | 3             | 0             | 0                  | 0                  | 47    | 2     |
| Deportivo Cali · Colombia       | 2020                | 17    | 0     | 1             | 1             | 1                  | -                  | 18    | 1     |
| Deportivo Cali · Colombia       | 2021                | 11    | 0     | 0             | 0             | 2                  | -                  | 14    | 0     |
| Deportivo Cali · Colombia       | Total               | 28    | 0     | 1             | 0             | 3                  | 0                  | 32    | 1     |
| Deportes Tolima · Colombia      | 2021                | 17    | 0     | 4             | 0             | -                  | -                  | 21    | 0     |
| Deportes Tolima · Colombia      | Total               | 17    | 0     | 4             | 0             | 0                  | 0                  | 21    | 0     |
| Deportes Tolima · Colombia      | Total en su carrera | 143   | 10    | 25            | 1             | 0                  | 0                  | 221   | 12    |

## Palmarés

### Campeonatos nacionales
| Título        | Club           | País     | Año  |
| ------------- | -------------- | -------- | ---- |
| Copa Colombia | Deportivo Cali | Colombia | 2010 |